# ゲーム (エンジェルのエピソード)
「ゲーム」（原題：Five by Five）は、テレビドラマ『エンジェル』の第1シーズン第18話のエピソード。『バフィー 〜恋する十字架〜』の「お前は誰だ?」の続編である。

## 概要
バンパイア・スレイヤーのフェイス（エリザ・ドゥシュク）とバンパイアのエンジェル（デヴィッド・ボレアナズ）の戦いがメインのエピソード。過去と現在が交錯し、エンジェルの内面が描かれる。

## ストーリー

### 過去
ルーマニア
バンパイアのダーラは、誕生日祝いとしてアンジェラスにロマの娘を与える。その後、魂を得たアンジェラスはダーラから自宅を追い出される。街中を放浪するアンジェラスは3人の男女に恵みを乞い、侮辱的扱いを受ける。怒ったアンジェラスは男2人を殴り倒し、女の血を吸おうとするのだが…。

### 現在
ロサンゼルス
夜間、ロサンゼルスをパトロールしていたエンジェルたちはある事件の証人を保護する。エンジェルが証人を法廷につれてきたことで裁判が不利になったウルフラム&ハートの弁護士リンジーは、シニアパートナーと相談し、エンジェルの元へ刺客を送ることを決断する。ロサンゼルスに現れたフェイスは、ウルフラム&ハートのライラと出会い、リンジーからエンジェル殺害を持ちかけられる。エンジェル殺害に失敗したフェイスはウェスリーをさらい、エンジェルに決闘を挑むが、戦いの途中で突然泣き崩れる。

## キャスト

### レギュラー
- デヴィッド・ボレアナズ（エンジェル/アンジェラス）
- カリスマ・カーペンター（コーディリア・チェイス）
- アレクシス・デニソフ（ウェスリー・ウィンダム＝プライス）

### ゲスト
- エリザ・ドゥシュク（フェイス・レーヘン）
- ジュリー・ベンツ（ダーラ）
- クリスチャン・ケイン（リンジー・マクドナルド）
- ステファニー・ロマノフ（ライラ・モーガン）
- トーマス・バー（リー・マーサー）
- タイラー・クリストファー（ブレット・フォルガー）

### 助演
- レインボー・ボーデン（暴力団員）
- トア・エドギル（ルーマニア人の男性）
- ジェニファー・スリムコ（ルーマニア人の女性）
- アドリエンヌ・ヤニック（ナイトクラブの女性客）
- ロドニック・フォックス（アシスタントDA）
- フランシス・ファロン（ディック）

## 音楽
| アーティスト |              | 曲名             |                            | 解説                                 |
| ------------ | ------------ | ---------------- | -------------------------- | ------------------------------------ |
| APM          |              | Pressure Cooker  |                            |                                      |
| Rob Zombie   | ロブ・ゾンビ | Living Dead Girl | リヴィング・デッド・ガール | ナイトクラブのシーンで使用された曲。 |

## 用語解説
- ウルフラム&ハート
ロサンゼルスに本部を置く弁護士事務所。世界的な規模で事業を行う。同名のシニア・パートナーによって運営されている。